# Pure (album của Lara Fabian)
| Đánh giá chuyên môn | Đánh giá chuyên môn |
| Nguồn đánh giá      | Nguồn đánh giá      |
| Nguồn               | Đánh giá            |
| ------------------- | ------------------- |
| AllMusic            | [ 3 ]               |

Pure (tạm dịch từ tiếng Pháp: Thuần khiết) là album phòng thu thứ ba của nữ ca sĩ người Bỉ-Canada Lara Fabian, gồm các ca khúc trình bày bằng tiếng Pháp. Album đã bán được gần 2 triệu bản tại Pháp và nhận được chứng nhận Kim cương tại quốc gia này. Album cũng nhận được chứng nhận Bạch kim kép từ Liên đoàn Công nghiệp ghi âm quốc tế Châu Âu (IFPI Europe), chứng nhận doanh số đạt 2 triệu bản trên toàn châu Âu. Tính đến cuối năm 2015, Pure là một trong số những album bán chạy nhất mọi thời đại tại Pháp.

## Danh sách bài hát
| Pure – Phiên bản phát hành năm 1996 và 1997 | Pure – Phiên bản phát hành năm 1996 và 1997 | Pure – Phiên bản phát hành năm 1996 và 1997 | Pure – Phiên bản phát hành năm 1996 và 1997 | Pure – Phiên bản phát hành năm 1996 và 1997 | Pure – Phiên bản phát hành năm 1996 và 1997 |
| STT                                         | Nhan đề                                     | Phổ lời                                     | Phổ nhạc                                    | Sản xuất                                    | Thời lượng                                  |
| ------------------------------------------- | ------------------------------------------- | ------------------------------------------- | ------------------------------------------- | ------------------------------------------- | ------------------------------------------- |
| 1.                                          | "Tout"                                      | Lara Fabian                                 | Rick Allison                                | Allison                                     | 4:19                                        |
| 2.                                          | "J'ai zappé"                                | Dominique Owen                              | Vincenzo Thoma                              | Allison                                     | 5:08                                        |
| 3.                                          | "La différence"                             | Fabian                                      | Allison                                     | Dave Pickell                                | 4:15                                        |
| 4.                                          | "Humana"                                    | Fabian                                      | Allison                                     | Allison                                     | 5:36                                        |
| 5.                                          | "Urgent désir"                              | Daniel Lavoie Mario Proulx                  | Lavoie                                      | Allison                                     | 3:57                                        |
| 6.                                          | "Les amoureux de l'an deux mille"           | Fabian                                      | Allison                                     | Allison                                     | 4:52                                        |
| 7.                                          | "Ici" (pour Camille)                        | Fabian                                      | Daniel Seff                                 | Allison                                     | 3:26                                        |
| 8.                                          | "Alléluia"                                  | Fabian                                      | Allison Seff                                | Pickell                                     | 4:09                                        |
| 9.                                          | "Je t'aime"                                 | Fabian                                      | Allison                                     | Charles Barbeau Allison                     | 4:23                                        |
| 10.                                         | "Je t'appartiens"                           | Fabian                                      | Janey Clewer                                | Allison                                     | 3:23                                        |
| 11.                                         | "Perdere l'amore" (trực tiếp năm 1995)      | Giampiero Artegiani                         | Marcello Marrocchi                          |                                             | 4:55                                        |
| Tổng thời lượng:                            | Tổng thời lượng:                            | Tổng thời lượng:                            | Tổng thời lượng:                            | Tổng thời lượng:                            | 48:23                                       |

| Pure – Các phiên bản phát hành kể từ năm 1998–2002 | Pure – Các phiên bản phát hành kể từ năm 1998–2002 | Pure – Các phiên bản phát hành kể từ năm 1998–2002 | Pure – Các phiên bản phát hành kể từ năm 1998–2002 | Pure – Các phiên bản phát hành kể từ năm 1998–2002 | Pure – Các phiên bản phát hành kể từ năm 1998–2002 |
| STT                                                | Nhan đề                                            | Phổ lời                                            | Phổ nhạc                                           | Sản xuất                                           | Thời lượng                                         |
| -------------------------------------------------- | -------------------------------------------------- | -------------------------------------------------- | -------------------------------------------------- | -------------------------------------------------- | -------------------------------------------------- |
| 1.                                                 | "Tout"                                             |                                                    |                                                    |                                                    | 4:19                                               |
| 2.                                                 | "Si tu m'aimes" (phiên bản mới)                    | Fabian                                             | Allison                                            | Allison                                            | 3:29                                               |
| 3.                                                 | "J'ai zappé"                                       |                                                    |                                                    |                                                    | 5:08                                               |
| 4.                                                 | "La différence"                                    |                                                    |                                                    |                                                    | 4:15                                               |
| 5.                                                 | "Humana"                                           |                                                    |                                                    |                                                    | 5:36                                               |
| 6.                                                 | "Urgent désir"                                     |                                                    |                                                    |                                                    | 3:57                                               |
| 7.                                                 | "Les amoureux de l'an deux mille"                  |                                                    |                                                    |                                                    | 4:52                                               |
| 8.                                                 | "Ici" (pour Camille)                               |                                                    |                                                    |                                                    | 3:26                                               |
| 9.                                                 | "Alléluia"                                         |                                                    |                                                    |                                                    | 4:09                                               |
| 10.                                                | "Je t'aime"                                        |                                                    |                                                    |                                                    | 4:23                                               |
| 11.                                                | "Je t'appartiens"                                  |                                                    |                                                    |                                                    | 3:23                                               |
| 12.                                                | "Perdere l'amore" (trực tiếp năm 1995)             |                                                    |                                                    |                                                    | 4:55                                               |
| Tổng thời lượng:                                   | Tổng thời lượng:                                   | Tổng thời lượng:                                   | Tổng thời lượng:                                   | Tổng thời lượng:                                   | 51:52                                              |

## Xếp hạng và chứng nhận
| Bảng xếp hạng (1997–2002)    | Vị trí cao nhất |
| ---------------------------- | --------------- |
| Album Bỉ (Ultratop Wallonie) | 3               |
| Album Pháp (SNEP)            | 3               |

| Bảng xếp hạng (1997)                      | Vị trí |
| ----------------------------------------- | ------ |
| Bỉ (Ultratop Wallonia)                    | 15     |
| Pháp (SNEP)                               | 17     |
| Bảng xếp hạng (1998)                      | Vị trí |
| Bỉ (Ultratop Wallonia)                    | 4      |
| Pháp (SNEP)                               | 6      |
| Bảng xếp hạng (1999)                      | Vị trí |
| Bỉ (Ultratop Wallonia)                    | 43     |
| Bỉ Francophone Albums (Ultratop Wallonia) | 24     |
| Pháp (SNEP)                               | 52     |

| Quốc gia                                                                           | Chứng nhận  | Số đơn vị/doanh số chứng nhận |
| ---------------------------------------------------------------------------------- | ----------- | ----------------------------- |
| Bỉ (BEA)                                                                           | Bạch kim    | 50.000*                       |
| Canada (Music Canada)                                                              | Bạch kim    | 100.000^                      |
| Pháp (SNEP)                                                                        | Kim cương   | 1.975.000                     |
| Thụy Sĩ (IFPI)                                                                     | Bạch kim    | 50.000^                       |
| Tổng hợp                                                                           |             |                               |
| Châu Âu (IFPI)                                                                     | 2× Bạch kim | 2.000.000*                    |
| * Chứng nhận dựa theo doanh số tiêu thụ. ^ Chứng nhận dựa theo doanh số nhập hàng. |             |                               |